# Восстание в Буркина-Фасо (2014)
Восстание в Буркина-Фасо — восстание и военный переворот, произошедшие в Буркина-Фасо в 2014 году. Началось с серии демонстраций и беспорядков в октябре 2014 года, быстро распространившихся на нескольких городов. Основанием для него послужила попытка внесения поправок в конституцию, предусматривающих увеличение срока правления президента Блеза Компаоре ещё на 5 лет, помимо проведённых им 27 лет на этом посту. После бурных беспорядков 30 октября, в том числе захвата и поджога протестующими парламента и других правительственных зданий, а также штаб-квартиры правящего Конгресса за демократию и прогресс, Компаоре объявил о введении чрезвычайного положения, роспуске правительства и парламента, после чего отказался от власти и бежал из страны.

## Контекст

### История и политика
Буркина-Фасо — страна на западе Африки, граничащая на севере с Мали, на востоке — с Нигером, на юге с Кот-д'Ивуаром, Бенином, Ганой и Того. Независимость была провозглашена от Франции в 1960 году, и с тех пор страна под именем Верхняя Вольта пережила ряд переворотов. В 1983 году во главе Верхней Вольты стал Тома Санкара, прозванный «африканским Че Геварой» и через год переименовавший государство в Буркина-Фасо.
Блез Компаоре пришёл к власти в результате государственного переворота 15 октября 1987 года, свергнув и убив законного президента Буркина-Фасо Тома Санкару. После этого Компаоре сам занял пост президента, пробыв на нём два семилетних срока и к 2015 году завершая пятый — всего 27 лет. За это время он дважды вносил поправки в конституцию. Накануне президентских выборов 2015 года, в верхнюю палату парламента — Национальную ассамблею (111 депутатов), был внесён законопроект, предусматривающий внесение поправок в конституцию с целью продления срока нахождения действующего президента у власти и выдвижения его кандидатуры на грядущих выборах. Оппозиционерами это было названо «попыткой государственного конституционного переворота». Рассмотрение законопроекта было назначено на 30 октября.
В последние годы правительство Буркина-Фасо оказывало большую помощь США в борьбе с терроризмом в странах Сахеля, являясь членом Транс-Сахарского контртеррористического партнерства, а также партнёром в непредвиденных операциях и программах гуманитарной помощи в Африке. В Уагадугу с 2007 года была размещена военная база США, ставшая источником шпионской сети в регионе, с самолётами-разведчиками, вылетающими в страны исламского Магриба. При этом, Компаоре не скрывал симпатий к военному лидеру Либерии Чарльзу Тейлору, и обвинялся в поддержке повстанческих групп в Кот-д'Ивуаре и Анголе
После крупных политических волнений в 2011 году парламентские выборы прошли в декабре 2012 года без каких-либо серьёзных инцидентов, и нормализация социально-политической атмосферы ожидалась в 2013 году, однако принятие в мае того же года закона о создании сената вызвало новый пик напряженности с маршами протеста, организованными оппозиционными политическими партиями и общественными группами. В попытке успокоить протесты правительство замедлило процесс создания сената, а в сентябре приняло меры социального характера по снижению уровня высокой стоимости жизни. Вследствие всего этого, как в выводах Африканского банка развития говорилось, что «период до следующих президентских выборов в 2015 году, несомненно, будет рискованным для страны. Основной политической задачей будет обеспечение плавного политического перехода в 2015 год». Наряду с этим, увеличилось самосознание общественности в стремлении бороться за свои права, а в оппозицию перешли более 70 членов правящей партии, и как отмечали аналитики, «президенту Блез Компаоре, скорее всего, предстоит тяжелая битва».

### Экономика
По данным Африканского банка развития, рост ВВП Буркина-Фасо в 2012 году составлял 9,0 %, а в 2013 году, замедлившись, остановился на уровне в 6,9 %, а в 2014 году по прогнозам должен составить 7,0 %. Основу экономики страны главным образом составляют сельское хозяйство и горнодобывающая промышленность, в частности добыча золота. Прогноз по инфляции в 2014 и 2015 годах составил 3 %, что ниже среднего показателя по государствам-членам Западно-африканского экономического и валютного союза. Высокий прирост населения и ограниченные природные ресурсы привели к существенному ухудшению экономических перспектив для большинства граждан страны. Буркина-Фасо осталась одной из беднейших стран Африки широко распространённой неграмотность и небольшой прослойкой среднего класса, в то время как Компаоре регулярно переизбирался с более чем 80 % голосов. Так, в 2004 году уровень безработицы составлял 77 %, количество населения живущего за чертой бедности в 2009 году — 46,7 %, а уровень грамотности от 15 лет и старше — 28,7 %. По индексу развития человеческого потенциала Буркина-Фасо находится на 183-й строчке из 186.

## Хронология

### 28 октября
Массовые выступления начались в столице Буркина-Фасо — Уагадугу, 28 октября, когда на улицы столицы вышли сотни тысяч людей, недовольных новой конституционной реформой и вооружённых металлическими палками и камнями. Они блокировали главную дорогу города, а из-за опасений беспорядков были закрыты все магазины, школы и университеты. Несколько человек начали продвигаться за баррикады, угрожая выйти к парламенту, в результате чего полиция применила слезоточивый газ, и основная часть толпы ушла домой во второй половине дня. Мирные протесты прошли в большинстве городов страны, однако в одной области несколько человек напали на штаб-квартиру правящей партии, но никто не пострадал.

### 29 октября
В ходе столкновений с демонстрантами у парламента, полицией был применён слезоточивый газ. Большинство протестующих покинули площадь, но несколько сотен остались на позициях.

### 30 октября
30 октября для разгона собравшихся полиция применила слезоточивый газ, однако они прорвали оцепление и подожгли несколько административных зданий, в том числе мэрию и штаб-квартиру правящего Конгресса за демократию и прогресс. После этого толпа направилась к президентскому дворцу, в то время как военные применили слезоточивый газ и обстреляли резиновыми пулями около полторы тысячи человек, штурмующих парламент, попутно открывая стрельбу в воздух. Протестующие подожгли автомобильные шины и окружающие машины, вынудив военных отступить, после чего ворвались в здание, разгромили кабинеты, сожгли документы и украли компьютерное оборудование. Президентская гвардия открыла огонь по гражданским лицам, в результате чего по крайней мере три человека погибли. Протестующие штурмом окружили здание национального радио и телевидения, в то время как вокруг него с бронетранспортерами были развернуты армейские соединения, чтобы защитить его от толпы. Несколько демонстрантов было арестовано, а ранено около 60 человек. Официально подтверждена одна смерть демонстранта от рук президентской гвардии. Десятки солдат, а также бывший министр обороны генерал Куаме Лугьё, присоединились к протестующим, требовавшим выдвинуть его в президенты.
Между тем, в районе, где живут депутаты было подожжено несколько домов, отель «Azalai», нападению подверглись дома правительственных чиновников, а разграблению — магазины. После захвата протестующими здания телевидения были отключены все телеканалы, в то время как была заблокирована отправка SMS-сообщений и сеть 3G, однако доступ в Интернет и телефонная связь осталась доступной. Бурные протесты прошли в городе Бобо-Диуласо, где была снесена статуя Компаоре, сожжена мэрия и штаб-квартиру правящей партии, а также в Уахигуе. Аэропорт Уагадугу был закрыт и все прибывающие и вылетающие рейсы не были отменены до особого распоряжения Многие депутаты укрылись в отелях, после чего были взяты под надзор демонстрантами.
После попытки договориться с военными в Президентском дворце, вечером того же дня, президент Блез Компаоре в эфире радио «Omega FM» объявил, что «я распускаю правительство с сегодняшнего дня, чтобы создать условия для перемен. Я призываю лидеров политической оппозиции к диалогу, чтобы положить конец протестам. C этого дня я обещаю начать переговоры со всеми участниками, чтобы положить конец кризису». Позже, он заявил, что «решив реализовать 43 статью нашей Конституции, я объявляю вакуум власти, чтобы позволить немедленному созданию переходного правительства привести к свободным и справедливым выборам в максимальный законный срок в 90 дней». Таким образом, Компаоре ушёл в отставку, и позже прибыл в столицу Сенегала — Дакар. Командующий вооружёнными силами Буркина-Фасо генерал Оноре Траоре объявил о роспуске Национальной ассамблеи парламента, о создании переходного правительства «после консультаций со всеми партиями. Возвращение к конституционному порядку ожидается не позднее чем через 12 месяцев», а также о введении комендантского часа с 19:00 до 6:00. Кроме того, было объявлено, что «правительством подписан документ, в котором население извещают об отмене рассмотрения изменений в конституцию». Также, журналистами в эфире радио «Омега FM» было сказано, что данная «революция 2.0», после первой 1983 года под руководством Томаса Санкары, убитого в ходе переворота Компаоре, стала победой оппозиции. Однако, протестующие не послушались приказов военного командования остались в центре Уагадугу на площади Нации.
В то же время, президент Союза за прогресс и реформы Зерифин Диабре призвал военных встать на сторону народа, отметив, что «чрезвычайное положение неприемлемо. Мы призываем народ продемонстрировать, что он выступает против этой меры» и «единственным шагом, способным принести мир в Буркина-Фасо является отставка Блеза Компаоре». Лидер оппозиции Беневенде Санкара сказал, что отставка президента «не подлежит обсуждению» после того, как произошёл данный «переворот». Генеральный секретарь Национального совета рабочих Огюстэн Блез Йен сказал, что «власть президента Блеза Компаоре базируется на военной силе. Мы продолжим борьбу за свободу!». Представитель протестного движения Эмиль Парги Пар сказал, что «30 октября в Буркина-Фасо объявляется „чёрная весна“, по аналогии с „арабской весной“». При попытке бегства был арестован брат Компаоре, Франсис, в то время как Лугьё предложил армми вмешаться и отстранить Компаоре от власти. Анонимные оппозиционные лидеры объявили о проведении переговоры с Лугьё о формировании переходного правительства. Позже, министр связи Ален Эдуард Траоре объявил о снятиис рассмотрения законопроекта о поправках в конституцию.

### 31 октября
В течение 24 часов после событий 30 октября, Компаоре утверждал, что является президентом и возглавит переходное правительство. Между тем, в столице возобновились протесты оппозиции с участием около десятков тысяч человек. Представитель оппозиции Абласс Удраогу заявил в четверг, что ситуация в стране представляет «полную сумятицу». Протестующие с лозунгами «Мы требуем его ухода, он больше не наш президент!» окружили здания резиденции президента и генштаба армии.
Утром 31 октября Компаоре по местному радио и телевидению заявил об отмене ЧП и своей отставке, сказав «я услышал сигнал. Я открыт для переговоров по поводу переходного периода, после которого власть в стране будет передана новому президенту, избранному демократическим путём» «в период, не превышающий 90 дней». По данным дипломатических источников, после этого Компаоре в составе вооружённой автоколонны направился в город По на юге страны, к границе с Ганой, и таким образом кончилось его 27-летнее правление. Представитель штаба вооружённых сил полковник Бурейма Фарт объявил десяткам тысяч протестующих, собравшихся у главного штаба армии, что «Компаоре более не находится у власти». После этого люди начали петь и плясать на улицах столицы, однако радость быстро охладела, так как командующий вооружёнными силами Буркина-Фасо генерал Оноре Траоре заявил, что берет на себя обязанности президента и поведёт страну к новым выборам:
Вооружённые силы приняли отставку президента. Я возлагаю на себя обязанности главы государства, чтобы обезопасить страну в связи с образовавшимся вакуумом власти. Я торжественно обязуюсь незамедлительно приступить к консультациям со всеми сторонами страны с тем, чтобы начать процесс возвращения к конституционному порядку, как можно скорее.
После объявления Компаоре о своей отставке в столице страны возобновились грабежи. Мародёры вывозили на тележках из зданий министерств и административных учреждений предметы мебели, кондиционеры, двери и окна. Полицейские этому не препятствовали, но призывали граждан проявлять сознательность и не участвовать в противозаконных действиях.

### 1 ноября
Утром 1 ноября в течение нескольких минут у президентского дворца была слышна интенсивная перестрелка. Оппозиционер Зеферин Диабре призвав протестующих занимать общественные места, в интервью BBC сказал, что стране необходим общественный диалог с участием политических партий и армии, а возможно и разработка новой конституции. Параллельно произошёл раскол в вооруженных силах. Так, заместитель главы президентской гвардии полковник Исаак Зида в телеобращении заявил о взятии на себя роли главы государства, сказав, что «гражданские и вооруженные силы решили взять судьбу народа в руки», «молодежь Буркина-Фасо дорого заплатила. Я хочу заверить их, что их стремление к демократическим переменам не будет предано или подвергнуто разочарованию», «я возлагаю на себя обязанности президента и призываю Экономическое сообщество стран Западной Африки и международное сообщество продемонстрировать своё понимание и поддержку новым властям», а «состав переходного органа будет объявлен позже». Он также сообщил, что все армейские корпуса, в том числе полки президентской гвардии перешли на сторону народа, и объявив о своём наборе чрезвычайных мер, развернул свои войска на улицах и отменил действие конституции. На тот момент было неясно, сделал ли это заявление Зида в согласии с Траоре, так как последний ни разу появлялся на публике и его местонахождение не известно. Однако позже было опубликовано заявление, в котором говорится, что «полковник Исаак Зида единогласно избран возглавлять страну в тот переходный период, начало которому положил отъезд президента Компаоре», и под которым стоит подпись Траоре. На тот момент на улицах Уагадугу как обычно ездили мотоциклы и такси, но были закрыты главный рынок, некоторые магазины, аэропорт и границы страны. Позже, было сообщено, что «полковник Зида издал указ о возобновлении воздушных границ». Избрание Зиды на пост исполняющего обязанности президента было встречено поддержкой протестующих, вышедшими на уборку улиц от мусора. Однако оппозиционные партии не приняли новое военное руководство.
В тот же день, по некоторым данным, Компаоре бежал из страны в столицу Кот-д'Ивуара — Ямусукро, где был замечен кортеж из 30 автомобилей, направлявшийся в сторону виллы-резиденции для иностранных гостей. Известно, что Компаоре находится в дружеских отношениях с президентом Кот-д’Ивуара Алассаном Уаттарой, и позже офис президента подтвердил приезд Компаоре вместе с семьей в свою страну.

### 2 ноября
2 ноября тысячи людей снова вышли на Национальную площадь в центре Уагадугу, переименованную ими в площадь Революции, с лозунгами «Зида украл нашу победу» и «Зида=Иуда». Лидеры оппозиции и гражданские активисты призвали бойкотировать новый режим, установленный военными в попытке воспользоваться вакуумом власти. После того, как в штаб-квартиру государственного телевидения и радио прибыла представительница оппозиционной партии Сара Сереме со своими сторонниками, военные захватили здание, сделав несколько предупредительных выстрелов, после чего приостановили вещание. Военными был убит один человек, после чего ими же была разогнана демонстрация на площади, а вход на площадь был заблокирован развёрнутой бронетехникой. После этого, представитель армии и помощник Зиды полковник Огюст Барри заявив, что «власть нас не интересует, только широкий интерес нации», отметил, что «переходный орган власти будет создан со всеми компонентами, которые будут приняты широким консенсусом» через продолжение переговоров с оппозицией, религиозными лидерами и дипломатами. Вечером, после встреч с оппозицией, Зида сказал, что «мы будем двигаться очень быстро, но будем осторожны, чтобы не совершить ошибку, которая может привести к повреждению нашей страны. Мы здесь не узурпировали власть и сидим на месте управляя страной, но мы готовы помочь стране выйти из этой ситуации».

### 3 ноября
Ранним утром 3 ноября, Исаак Зида на встрече в Уагадугу с послами Франции, США и стран Европейского Союза, пообещал обеспечить переходный период «в рамках конституции», отметив, что «мы здесь не для того, чтобы узурпировать страну, занять кресла и осуществлять власть. Мы все время стараемся вести переговоры, потому что, знаете ли, мы должны принимать во внимание не только политическую оппозицию, мы должны учитывать мнение гражданского общества, советы религиозных лидеров, старейшин племен, всех кто представляет нацию».

### Последующие события и окончательная передача власти
5 ноября Исаак Зида заявил, что передача власти гражданскому правительству может состояться в течение двух недель. 6 ноября, по итогам переговоров лидеров политических партий и гражданских объединений, было объявлено о решении «сформировать переходное правительство на один год», в то время как Зида отказался передать власть гражданскому правительству в течение ближайших двух недель, заявив, что «мы не боимся санкций, мы больше заботимся о стабильности». 14 ноября военное правительство и представители политических сил единодушно одобрили хартию о принципах формирования переходного правительства, согласно которой, временный президент страны должен быть гражданским лицом, избираемым специальной коллегией из религиозных и племенных лидеров, представителей военных, оппозиции и гражданского общества. После этого, он назначит премьер-министра, который может быть как гражданским, так и военным. Между тем, президент, избранный на этот пост таким образом, не сможет выставить свою кандидатуру на предстоящих выборах. Также было предусмотрено создание законодательного Национального переходного совета из 90 депутатов. На следующий день, Зида заявил, что «командование предоставляет политикам срок до 12.00 GMT воскресенья, чтобы представить кандидатуру лидера гражданского переходного правления». 16 ноября была опубликована информация о том, что на пост президента была согласована кандидатура католического архиепископа Пола Уэйдраого, заявившим, что не ждет назначения, так как «духовные лица не участвуют во власти такого рода». 17 ноября комитет из 25 общественных деятелей и военных назначил на пост исполняющего обязанности президента бывшего министра иностранных дел Мишеля Кафандо, которому даны полномочия назначить 25 министров правительства. После избрания Кафандо сказал, что «комитет только что назначил меня временно управлять судьбой нашей страны. Это больше, чем честь. Это истинная миссия, которую я восприму со всей серьезностью». 23 ноября Кафандо привёл к присяге новое переходное правительство, большинство должностей в котором заняли военные, в частности Зида стал министром обороны.

## Международная реакция
- США:

29 октября представитель Государственного департамента США Джен Псаки сказала, что:
Предписанные конституцией сроки пребывания у власти — важный механизм, позволяющий добиваться ответственности от глав государств, обеспечивать мирную и демократичную передачу власти и давать возможность новым поколениям конкурировать за политические посты и избирать новых лидеров. Мы призываем всех, включая силы безопасности Буркина-Фасо, придерживаться принципов ненасилия и обсудить этот вопрос широко и мирно.
30 октября представитель Совета по национальной безопасности при Белом доме Бернадетт Михэн отметила, что:
США глубоко обеспокоены ухудшающейся ситуацией в Буркина-Фасо в результате попытки изменить конституцию и позволить действующему главе государства избираться на новый срок после 27 лет пребывания в должности. Мы считаем, что демократические институты укрепляются тогда, когда есть установленные правила, и их соблюдают. Мы призываем все стороны, включая силы безопасности, покончить с насилием и вернуться к мирному процессу.
31 октября Джен Псаки заявила, что:
США приветствуют решение президента Компаоре отозвать из Национальной ассамблеи законопроект о поправках в конституцию, которые позволили бы ему баллотироваться еще на один срок. Мы также приветствуем его решение сформировать правительство национального единства, чтобы подготовиться к общенациональным выборам и передать власть демократически избранному преемнику. Мы надеемся, что передача власти состоится в 2015 году. Мы подчеркиваем нашу поддержку мирной передачи власти путём демократических выборов и отмечаем, что ни одна сторона не должна пытаться изменить ситуацию неконституционными методами.
После отставки Компаоре, Бернадетт Михэн отметила, что «мы твердо осуждаем любые попытки захватить власть неконституционными средствами», а Джен Псаки выразив «озабоченность» происходящим и «сожаление в связи беспорядками и потерей человеческих жизней», сказала, что «мы повторяем свой призыв ко всем сторонам следовать утверждённому конституцией процессу передачи власти и проведению вслед за отставкой бывшего президента Блеза Компаоре демократических выборов. Мы осуждаем любые попытки военных или других сторон использовать ситуацию в своих интересах вопреки букве конституции и призываем все стороны уважать поддержку населением демократического процесса». Позже Псаки отметила, что «мы осуждаем любые попытки военных или других сторон воспользоваться ситуацией для неконституционного захвата власти и призываем все стороны уважать мнение народа для развития демократического процесса».
3 ноября Джен Псаки отметила, что «обстановка остается до сих пор очень неустойчивой, потому что с уходом президента Компаоре и ключевых фигур в правительстве, а также членов Национальной ассамблеи образовался вакуум власти, и сейчас формирование нового правительства в стране является важнейшим вопросом». США, «конечно же», поддерживают шаги сторон к мирной передаче власти согласно конституции через выборы, «но мы все ещё собираем информацию о том, что происходит сейчас в стране, о всех процессах, и не будем пока давать какие-то оценки» по поводу схожести событий с другими военными переворотами, «как, например, произошло в Египте», потому, что "это совершенно другой сценарий по многим причинам, включая и то, что президент сам уехал из страны, что привело к вакууму власти, и события не были инициированы таким образом, как это произошло в Египте".
- Европейский союз:

В заявлении Службы внешнеполитической деятельности Европейского союза был озвучен призыв к военным, пришедшим к власти в Буркина-Фасо, так как они несут ответственность за «безопасность и права народа, в том числе и права на участие в мирных демонстрациях».
16 ноября верховный представитель Союза по иностранным делам и политике безопасности Федерика Могерини отметила, что «подписание 16 ноября хартии о переходе и назначение Мишеля Кафандо временным президентом представляют собой решительные шаги для выхода из кризиса, который (должен быть) основан на диалоге и национальном консенсусе».
- Франция:

Представитель министерства иностранных дел Франции отметив, что руководство страны с большим вниманием наблюдает за событиями в Буркина-Фасо, сказал, что «мы призываем к спокойствию и просим все стороны проявить сдержанность». В то же время, у посольства Буркина-Фасо в Париже несколькими десятками буркинийцев была проведена мирная демонстрация. Министр иностранных дел Франции Лоран Фабиус попросил посла Франции в Буркина-Фасо попытаться успокоить ситуацию в стране. Президент Франции Франсуа Олланд отметил уверенность в том, что «президент Компаоре в ближайшие часы будет принимать верные решения, чтобы привнести в ситуацию необходимое спокойствие». Позже, Олланд подтвердил, что Франция способствовала перемещению Компаоре в Кот-д’Ивуар.
- Россия:

В сообщении министерства иностранных дел РФ отмечаются «факты нарушения общественного порядка, включая захват манифестантами ряда государственных объектов в Уагадугу и других городах страны. По данным посольства России в Кот-д’Ивуаре, представляющего также интересы России в Буркина Фасо, пострадавших среди российских граждан нет», а также мнение о том, что «решение внутриполитических вопросов должно осуществляться в рамках правового поля. Выражаем надежду, что все общественно-политические силы Буркина Фасо проявят сдержанность и политическую ответственность».
- ООН:

Представитель генерального секретаря ООН Пан Ги Муна Стефан Дужаррик отметив, что «он призывает все стороны прекратить применение насилия, проявлять спокойствие и сдержанность и использовать диалог для урегулирования всех нерешенных вопросов» сказал об отправке в Буркина-Фасо специального представителя по Западной Африке Мохамеда ибн Чамбаса в составе совместной миссии Африканского союза и Экономического сообщества стран Западной Африки. Позже, спецпосланник ООН по Западной Африке Мохаммед ибн Чамбас отметил, что согласно конституции Буркина-Фасо, в переходный период страну должны возглавлять гражданские чиновники и противном случае над страной нависнет угроза санкций со стороны международного сообщества, однако «мы бы хотели, чтобы Буркина-Фасо избежала наложения санкций»
- Африканский союз:

Председатель Комиссии Африканского союза Нкосазана Дламини-Зума выразила «глубокую озабоченность по поводу ситуации в Буркина-Фасо» и призвала к спокойствию «все заинтересованные стороны». Позже было заявлено, что конец правления Компаоре «открывает необходимое политическое пространство для всех заинтересованных сторон, чтобы работать вместе для нахождения долгосрочного решения кризиса, стоящего перед страной», но «председатель комиссии подчеркивает обязанность и обязательство сил обороны и безопасности поставить себя в распоряжение гражданских властей, которые должны привести переходное правительство».
3 ноября на заседании Совета мира и безопасности Африканского союза в Аддис-Абебе, председатель Совета Симеон Ойоно Эсоно заявил, что «мы просим вооружённые силы передать власть гражданским властям, и совет определил для этого период в две недели. Африканский Союз убежден, что произошедшие перемены были направлены против демократии. Однако к отставке президента привели народные протесты. Учитывая это, мы даем две недели и применим санкции после данного периода».
10 ноября в Уагадугу для проведения переговоров с Зидой прибыл председатель Африканского союза президент Мавритании Мохаммед ульд Абдель Азиз. В то же время в переговоры по линии Союза вступили президент Нигерии Гудлак Джонатан, президент Ганы Джон Махама, президент Сенегала Маки Саль.